# Jesús Cabezón
Jesús Cabezón Alonso (ur. 9 marca 1946 w Palencii) – hiszpański polityk i publicysta, senator, poseł do Parlamentu Europejskiego II, III i IV kadencji.

## Życiorys
Z wykształcenia prawnik, kształcił się na Universidad de Valladolid. W latach 60. i na początku lat 70. kierował niezależną grupą teatralną. Później pracował w Santanderze w administracji do spraw pomocy społecznej. W 1976 został członkiem związku zawodowego Unión General de Trabajadores oraz Hiszpańskiej Socjalistycznej Partii Robotniczej. Od 1976 do 1978 był sekretarzem ds. edukacji w regionalnym oddziale UGT. Bez powodzenia kandydował do Kongresu Deputowanych i na alkada w Santander. W latach 1979–1983 jako radny (concejal) wchodził w skład zgromadzenia miejskiego, następnie do 1987 posłował do regionalnych kortezów w Kantabrii. W 1982 wszedł w skład hiszpańskiego Senatu, w którym zasiadał do 1986.
Po akcesie Hiszpanii do Wspólnot Europejskich objął 1 stycznia 1986 mandat eurodeputowanego II kadencji w ramach delegacji krajowej. Uzyskiwał reelekcję w wyborach powszechnych w 1987, 1989 i 1994. Pełnił m.in. funkcję wiceprzewodniczącego frakcji socjalistycznej, pracował głównie w Komisji ds. Socjalnych i Zatrudnienia. Z PE odszedł w czerwcu 1999 (na kilka tygodni przed końcem IV kadencji). Został wówczas ponownie wybrany do parlamentu Kantabrii. W 2003 został członkiem rady dyrektorów banku Caja Cantabria, w latach 2005–2007 był prezesem tej instytucji. Do 2010 działał w samorządzie miejskim w Santander.
Zajął się także działalnością publicystyczną, wydał tomiki poetyckie (Morir de lejos w 1990, Desde otras sombras w 1995 i Palabras inciertas del pasado w 1998).